# 로베르 푀조
로베르 푀조 2세(프랑스어: Robert Peugeot 2, 1950년 4월 25일~)는 프랑스의 기업인으로 상장 투자 회사인 푸조 투자회사의 회장이다. 스텔란티스의 두 대주주 중 한 사람이자 푸조 형제 회사(Établissements Peugeot Frères)의 최대주주 중 한 사람이다.
푀조 가문의 일원인 그는 푸조 스쿠터의 이사이자 1976년 그루프 PSA 창설의 배후에 있는 사람들 중 한 명인 베르트랑 푀조의 아들이자 로베르 푀조 1세의 손자이다 .

## 같이 보기
- 그루프 PSA
- 스텔란티스
- 아르망 푀조